# Danh sách lâu đài ở Ba Lan
Dưới đây là danh sách các lâu đài ở Ba Lan theo thứ tự bảng chữ cái, dựa trên các danh sách tương tự được biên soạn bởi các tổ chức khác nhau.

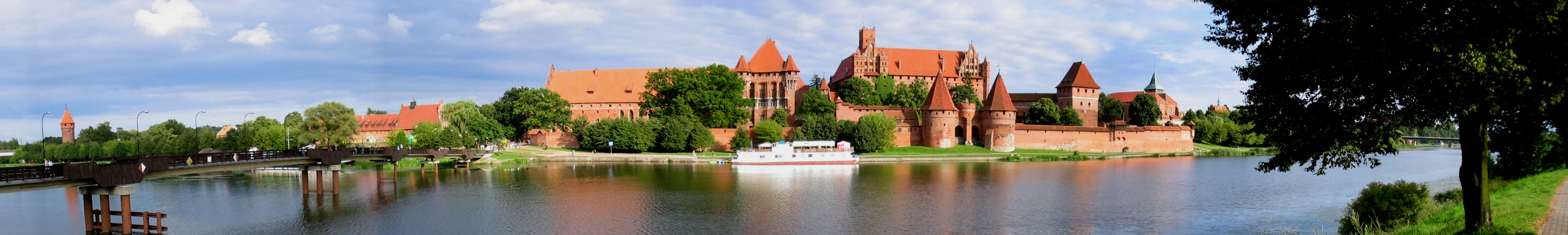
Lâu đài Malbork, Di sản Thế giới của UNESCO.

## B
| - Babice (Lipowiec) Lesser Poland Voivodeship - Baligród – Subcarpathian Voivodeship - Baranów Sandomierski – Subcarpathian Voivodeship - Barciany – Warmian-Masurian Voivodeship - Barczewko – Warmian-Masurian Voivodeship - Bardo – Lower Silesian Voivodeship - Bąkowiec – Silesian Voivodeship - Bełżyce – Lublin Voivodeship - Besiekiery – Łódź Voivodeship - Bezławki – Warmian-Masurian Voivodeship - Będzin – Silesian Voivodeship - Białoboki – Subcarpathian Voivodeship - Biały Bór – West Pomeranian Voivodeship - Biecz – Lesser Poland Voivodeship - Bielsko-Biała – Silesian Voivodeship - Bircza – Subcarpathian Voivodeship - Biskupiec – Warmian-Masurian Voivodeship - Biskupin – Kuyavian-Pomeranian Voivodeship - Bobolice – Silesian Voivodeship - Bobrowniki – Kuyavian-Pomeranian Voivodeship - Bochotnica – Lublin Voivodeship - Bodzentyn – Świętokrzyskie Voivodeship - Bolczów – Lower Silesian Voivodeship - Bolesławiec – Lower Silesian Voivodeship - Bolków – Lower Silesian Voivodeship - Borysławice Zamkowe – Greater Poland Voivodeship - Braniewo – Warmian-Masurian Voivodeship - Bratian – Warmian-Masurian Voivodeship - Breń – Lesser Poland Voivodeship - Brodnica – Kuyavian-Pomeranian Voivodeship - Broniszów – Lubusz Voivodeship - Brzeg – Opole Voivodeship - Bugaj – Greater Poland Voivodeship - Bychawa – Lublin Voivodeship - Bydgoszcz – Kuyavian-Pomeranian Voivodeship - Bydlin - Bytów – Pomeranian Voivodeship - Chałupki – Silesian Voivodeship - Chełm – Lublin Voivodeship - Chęciny – Świętokrzyskie Voivodeship - Chlewiska – Masovian Voivodeship - Chobienia – Lower Silesian Voivodeship - Chocianowiec – Lower Silesian Voivodeship - Chojnik – Lower Silesian Voivodeship - Chojnów – Lower Silesian Voivodeship - Chudów – Silesian Voivodeship - Ciechanów - Ciepłowody – Lower Silesian Voivodeship - Cisy – Lower Silesian Voivodeship - Copice Palace - Czarny Bór – Lower Silesian Voivodeship - Czchów – Lesser Poland Voivodeship - Czernina Dolna – Lower Silesian Voivodeship - Częstochowa – Silesian Voivodeship - Czernica – Lower Silesian Voivodeship - Czersk – Masovian Voivodeship - Człuchów – Pomeranian Voivodeship - Czocha – Lower Silesian Voivodeship - Czorsztyn – Lesser Poland Voivodeship - Czudec – Subcarpathian Voivodeship - Czyżów Szlachecki – Świętokrzyskie Voivodeship - Ćmielów – Świętokrzyskie Voivodeship - Darłowo – West Pomeranian Voivodeship - Dąbrowa Tarnowska – Lesser Poland Voivodeship - Dębno – Lesser Poland Voivodeship - Dobczyce – Lesser Poland Voivodeship - Drzewica – Łódź Voivodeship - Dybów – Kuyavian-Pomeranian Voivodeship - Działdowo – Warmian-Masurian Voivodeship - Dzierzgoń – Pomeranian Voivodeship - Dzików – Subcarpathian Voivodeship - Dźwiniacz Dolny – Subcarpathian Voivodeship - Fałków – Świętokrzyskie Voivodeship - Frombork – Warmian-Masurian Voivodeship - Gdańsk, Wisłoujście Fortress – Pomeranian Voivodeship - Giżycko, Boyen Fortress – Warmian-Masurian Voivodeship - Gliwice - Głogów – Lower Silesian Voivodeship - Głogówek – Opole Voivodeship - Gniew – Pomeranian Voivodeship - Gola Dzierżoniowska - Lower Silesian Voivodeship - Golczewo – West Pomeranian Voivodeship - Golub-Dobrzyń – Kuyavian-Pomeranian Voivodeship - Gołańcz – Greater Poland Voivodeship - Gołuchów – Greater Poland Voivodeship - Gorzanów - Lower Silesian Voivodeship - Gorzkowice – Łódź Voivodeship - Gosławice Castle – Konin, Greater Poland Voivodeship - Gostynin – Masovian Voivodeship - Gościszów – Lesser Poland Voivodeship - Góra – Lower Silesian Voivodeship - Graboszyce – Lesser Poland Voivodeship - Gradówek – Lower Silesian Voivodeship - Grodno – Lower Silesian Voivodeship - Gródek nad Dunajcem – Lesser Poland Voivodeship - Grodziec – Lower Silesian Voivodeship - Gryf – Lower Silesian Voivodeship - Hoczew – Subcarpathian Voivodeship - Homole – Lower Silesian Voivodeship - Horodło – Lublin Voivodeship - Hrubieszów – Lublin Voivodeship - Iłża – Masovian - Inowłódz – Łódź Voivodeship - Inowrocław – Kuyavian-Pomeranian Voivodeship - Janowiec – Lublin Voivodeship - Jasna Góra – Silesian Voivodeship - Jawor – Lower Silesian Voivodeship - Jelcz-Laskowice – Lower Silesian Voivodeship - Jurów – Lublin Voivodeship - Kamienna Góra – Lower Silesian Voivodeship - Karpień – Lower Silesian Voivodeship - Karpniki – Lower Silesian Voivodeship - Kazimierz Dolny – Lublin Voivodeship - Kąty Wrocławskie – Lower Silesian Voivodeship - Kętrzyn – Warmian-Masurian Voivodeship - Kliczków – Lower Silesian Voivodeship - Kliczków Mały – Łódź Voivodeship - Kłaczyna – Lower Silesian Voivodeship - Kłodzko, Kłodzko Fortress – Lower Silesian Voivodeship - Kowal – Kuyavian-Pomeranian Voivodeship - Koło – Greater Poland Voivodeship - Kołobrzeg, Kołobrzeg Fortress – West Pomeranian Voivodeship - Konary – Świętokrzyskie Voivodeship - Korzkiew – Lesser Poland Voivodeship - Koziegłowy – Silesian Voivodeship - Kożuchów – Lubusz Voivodeship - Koźmin Wielkopolski - Kórnik Greater Poland Voivodeship - Kraków – Wawel - Krasiczyn – Subcarpathian Voivodeship - Krasnystaw – Lublin Voivodeship - Krobielowice – Lower Silesian Voivodeship - Krosno Odrzańskie – Lower Silesian Voivodeship - Krupe – Lublin Voivodeship - Kryłów – Lublin Voivodeship - Kruszwica – Kuyavian-Pomeranian Voivodeship - Krzyżtopór – Świętokrzyskie Voivodeship - Książ – Lower Silesian Voivodeship - Kunowa – Subcarpathian Voivodeship - Kurzętnik – Warmian-Masurian Voivodeship - Kwidzyn – Pomeranian Voivodeship - Lanckorona – Lesser Poland Voivodeship - Legnica – Lower Silesian Voivodeship - Lesko – Subcarpathian Voivodeship - Lidzbark Warmiński – Warmian-Masurian Voivodeship - Lisów – Subcarpathian Voivodeship - Liw – Mazovian Voivodeship - Lordship of Hummel – Lower Silesian Voivodeship - Lubartów (d. Lewartów) – Lublin Voivodeship - Lubin – Lower Silesian Voivodeship - Lublin - Czechów – Lublin Voivodeship - Lwówek Śląski – Lower Silesian Voivodeship - Łańcut, Łańcut – Subcarpathian Voivodeship - Łęczyca, Łęczyca – Łódź Voivodeship - Łodygowice – Silesian Voivodeship - Łownica – Świętokrzyskie Voivodeship - Machliny – West Pomeranian Voivodeship - Malbork – Pomeranian Voivodeship - Malec – Lesser Poland Voivodeship - Maleszowa – Świętokrzyskie Voivodeship - Melsztyn – Lesser Poland Voivodeship - Międzygórz – Holy Cross Voivodeship - Międzyrzec - Mirów – Silesian Voivodeship - Modlin Fortress – Mazovian Voivodeship - Modliszewice – Świętokrzyskie Voivodeship - Moszna – Opole Voivodeship - Muszyna – Lesser Poland Voivodeship - Myślenice – Lesser Poland Voivodeship - Namysłów – Opole Voivodeship - Nidzica – Warmian-Masurian Voivodeship - Niedzica in Niedzica – Lesser Poland Voivodeship - Niemcza – Lower Silesian Voivodeship - Niemodlin – Opole Voivodeship - Niepołomice – Lesser Poland Voivodeship - Niesytno – Lower Silesian Voivodeship - Nowe nad Wisłą - Nowy Korczyn – Holy Cross Voivodeship - Nowy Sącz – Lesser Poland Voivodeship - Nowy Wiśnicz – Lesser Poland Voivodeship - Nysa – Silesian Voivodeship - Odrzykoń – Subcarpathian Voivodeship - Ogrodzieniec – Silesian Voivodeship - Okartowo – Warmian-Masurian Voivodeship - Ojców – Lesser Poland Voivodeship - Oleszyce – Subcarpathian Voivodeship - Oleśnica – Lower Silesian Voivodeship - Olszanica – Subcarpathian Voivodeship - Olsztyn – Warmian-Masurian Voivodeship - Olsztyn – Silesian Voivodeship - Oława – Lower Silesian Voivodeship - Opoczno – Łódź Voivodeship - Opole – Opole Voivodeship - Opole Lubelskie – Lublin Voivodeship - Oporów – Łódź Voivodeship - Orneta – Warmian-Masurian Voivodeship - Osiek – Świętokrzyskie Voivodeship - Ossolin – Świętokrzyskie Voivodeship - Ostrorógu in Greater Poland Voivodeship - Ostrężnik – Silesian Voivodeship - Oświęcim – Lesser Poland Voivodeship - Otyń – Lubusz Voivodeship - Otmuchów – Lower Silesian Voivodeship - Owiesno – Lower Silesian Voivodeship - Papowo Biskupie – Warmian-Masurian Voivodeship - Pasłęk – Warmian-Masurian Voivodeship - Pęzino – Pomeranian Voivodeship - Piaseczno – Masovian Voivodeship - Pieniężno – Warmian-Masurian Voivodeship - Pieskowa Skała – Lesser Poland Voivodeship - Pilica – Silesian Voivodeship - Pieszyce – Lower Silesian Voivodeship - Płock – Mazovian Voivodeship - Płonina – Lower Silesian Voivodeship - Podskale – Lower Silesian Voivodeship - Polska Cerekiew – Opole Voivodeship - Pomeranian Dukes' in Szczecin - Poznań – Imperial in Poznań - Poznań – Royal in Poznań - Przecław – Subcarpathian Voivodeship - Przegorzały – Lesser Poland Voivodeship - Przewodziszowice – Silesian Voivodeship - Przemyśl – Subcarpathian Voivodeship - Przezmark – Pomeranian Voivodeship - Przyszów – Subcarpathian Voivodeship - Pszczyna – Silesian Voivodeship - Rabsztyn – Lesser Poland Voivodeship - Radków – Lower Silesian Voivodeship - Radziki Duże – Kuyavian-Pomeranian Voivodeship - Radzyń Chełmiński – Kuyavian-Pomeranian Voivodeship - Radzyń Podlaski – Lublin Voivodeship - Ratno Dolne – Lower Silesian Voivodeship - Rawa Mazowiecka – Łódź Voivodeship - Recz – West Pomeranian Voivodeship - Resko – West Pomeranian Voivodeship - Reszel – Warmian-Masurian Voivodeship - Rembów – Świętokrzyskie Voivodeship - Rogóźno-Zamek – Kuyavian-Pomeranian Voivodeship - Rokitnica – Lower Silesian Voivodeship - Rożnów – Lesser Poland Voivodeship - Rudno (Tenczyn) – Lesser Poland Voivodeship - Rusiec – Łódź Voivodeship - Rydzyna, near Leszno – Greater Poland Voivodeship - Rymanów – Subcarpathian Voivodeship - Rytro – Lesser Poland Voivodeship - Rytwiany – Świętokrzyskie Voivodeship - Rzeszów – Subcarpathian Voivodeship - Sandomierz – Świętokrzyskie Voivodeship - Sanok – Subcarpathian Voivodeship - Sianów – West Pomeranian Voivodeship - Sieraków – Greater Poland Voivodeship - Siewierz – Silesian Voivodeship - Siedlęcin – Lower Silesian Voivodeship - Sielecki - Skępe – Kuyavian-Pomeranian Voivodeship - Skierbieszów – Lublin Voivodeship - Słupsk – Pomeranian Voivodeship - Smolajny – Warmian-Masurian Voivodeship - Smoleń – Silesian Voivodeship - Sobień, – Subcarpathian Voivodeship - Sobieszów (Chojnik) – Lower Silesian Voivodeship - Sosnowiec – Silesian Voivodeship - Spycimierz – Łódź Voivodeship - Stary Dzierzgoń – Pomeranian Voivodeship - Stołpie – Lublin Voivodeship - Strzegom – Lower Silesian Voivodeship - Strzygi – Kuyavian-Pomeranian Voivodeship - Suchań – West Pomeranian Voivodeship - Susiec – Lublin Voivodeship - Syców – Lower Silesian Voivodeship - Szaflary – Lesser Poland Voivodeship - Szamotuły – Greater Poland Voivodeship - Szestno – Warmian-Masurian Voivodeship - Szczecin – West Pomeranian Voivodeship - Szczytna – Lower Silesian Voivodeship - Szprotawa – Lower Silesian Voivodeship - Sztum – Pomeranian Voivodeship - Szydłowiec – Mazovian Voivodeship - Szydłów – Świętokrzyskie Voivodeship - Szymbark – Lesser Poland Voivodeship - Ścinawa – Lower Silesian Voivodeship - Ścinawka Średnia – Lower Silesian Voivodeship - Świecie – Lower Silesian Voivodeship - Świnoujście, Świnoujście Fortress – West Pomeranian Voivodeship - Świny – Lower Silesian Voivodeship - Taczanów – Greater Poland Voivodeship - Tarnobrzeg, Dzików – Subcarpathian Voivodeship - Tarnów – Lesser Poland Voivodeship - Toruń: Teutonic Knights' and Dybów – Kuyavian-Pomeranian Voivodeship - Tropsztyn – Lesser Poland Voivodeship - Tuczno - Tudorów – Świętokrzyskie Voivodeship - Tuligłowy – Subcarpathian Voivodeship - Tykocin – Podlasie Voivodeship - Tyszowce – Lublin Voivodeship - Udórz – Silesian Voivodeship - Ujazd – Krzyżtopór – Świętokrzyskie Voivodeship - Uniejów – Łódź Voivodeship - Uraz – Lower Silesian Voivodeship - Warta Bolesławiecka – Lower Silesian Voivodeship - Wąbrzeźno – Kuyavian-Pomeranian Voivodeship - Węgierka – Subcarpathian Voivodeship - Wałcz – West Pomeranian Voivodeship - Warsaw – Royal - Warsaw – Ujazdowski - Warsaw – Ostrogski - Wenecja – Kuyavian-Pomeranian Voivodeship - Wieliczka – Lesser Poland Voivodeship - Wielka Wieś - Lesser Poland Voivodeship - Wieruszyce – Lesser Poland Voivodeship - Wierzchosławice – Lesser Poland Voivodeship - Wiewiórka – Subcarpathian Voivodeship - Witostowice – Lower Silesian Voivodeship - Wleń – Lower Silesian Voivodeship - Wojanów Lower Silesian Voivodeship - Wojciechów – Lublin Voivodeship - Wolibórz – Lower Silesian Voivodeship - Wołczyn – Opole Voivodeship - Wytrzyszczka – Lesser Poland Voivodeship - Zabrzeż – Lesser Poland Voivodeship - Zagórz – Subcarpathian Voivodeship - Zagórze Śląskie (Grodno) – Lower Silesian Voivodeship - Załóż – Subcarpathian Voivodeship - Zamek Bierzgłowski (Bierzgłowo) – Kuyavian-Pomeranian Voivodeship - Zamość – Lublin Voivodeship - Zatoń – Lubusz Voivodeship - Zator – Lesser Poland Voivodeship - Zawada – Subcarpathian Voivodeship - Zawichost – Świętokrzyskie Voivodeship - Zawidów – Lower Silesian Voivodeship - Zawiercie – Lesser Poland Voivodeship - Ząbkowice Śląskie – Lower Silesian Voivodeship - Zboiska – Subcarpathian Voivodeship - Zgórsko – Podborze – Subcarpathian Voivodeship - Ziębice – Lower Silesian Voivodeship - Złocieniec – West Pomeranian Voivodeship - Złotoria – Kuyavian-Pomeranian Voivodeship - Żałe – Kuyavian-Pomeranian Voivodeship - Żagań – Lubusz Voivodeship - Stary Żmigród – Subcarpathian Voivodeship - Żmigród – Lower Silesian Voivodeship - Żywiec – Silesian Voivodeship |